# Fonuaunga
Fonuaʻunga (auch: Fonuaunga, Fonuauga) ist eine kleine unbewohnte Insel in der tonganischen Inselgruppe Vavaʻu.

## Geographie
Fonuaunga ist ein Motu im östlichsten Riffsaum von Vavaʻu. Sie gehört in die Reihe mit Lolo und Fonuafuu und liegt relativ isoliert. Im Westen sind die nächsten Inseln Tauta und Ngau.

## Klima
Das Klima ist tropisch heiß, wird jedoch von ständig wehenden Winden gemäßigt. Ebenso wie die anderen Inseln der Vavaʻu-Gruppe wird Fonuaunga gelegentlich von Zyklonen heimgesucht.